# 750

## Evenimente
- Este fondat Imperiul Abbasid. A durat până în 1258, când a fost distrus de către armata hanului mongol Hulagu.

## Nașteri
- Abu Nuwas, poet arabo-persan (d. 814)

## Decese
- dată necunoscută: Ratchis al longobarzilor  (n. ?)